# Liste des titres musicaux numéro un en France en 1982
Cette page liste les singles classés n°1 des ventes de disques en France durant l'année 1982.

## Numéros un par semaine

### Classement des chansons
| Semaine | Sortie       | Artiste                | Titre                         |
| ------- | ------------ | ---------------------- | ----------------------------- |
| 1       | 2 janvier    | J.J. Lionel            | La Danse des canards          |
| 2       | 9 janvier    | J.J. Lionel            | La Danse des canards          |
| 3       | 16 janvier   | J.J. Lionel            | La Danse des canards          |
| 4       | 23 janvier   | Lionel Leroy           | Ulysse 31                     |
| 5       | 30 janvier   | Lionel Leroy           | Ulysse 31                     |
| 6       | 6 février    | Nikka Costa            | On my own                     |
| 7       | 13 février   | Nikka Costa            | On my own                     |
| 8       | 20 février   | Nikka Costa            | On my own                     |
| 9       | 27 février   | Chagrin d'amour        | Chacun fait (c'qui lui plaît) |
| 10      | 6 mars       | Chagrin d'amour        | Chacun fait (c'qui lui plaît) |
| 11      | 13 mars      | Chagrin d'amour        | Chacun fait (c'qui lui plaît) |
| 12      | 20 mars      | Chagrin d'amour        | Chacun fait (c'qui lui plaît) |
| 13      | 27 mars      | Chagrin d'amour        | Chacun fait (c'qui lui plaît) |
| 14      | 3 avril      | Chagrin d'amour        | Chacun fait (c'qui lui plaît) |
| 15      | 10 avril     | Kim Wilde              | Cambodia                      |
| 16      | 17 avril     | Kim Wilde              | Cambodia                      |
| 17      | 24 avril     | Kim Wilde              | Cambodia                      |
| 18      | 1er mai      | Kim Wilde              | Cambodia                      |
| 19      | 8 mai        | Kim Wilde              | Cambodia                      |
| 20      | 15 mai       | Kim Wilde              | Cambodia                      |
| 21      | 22 mai       | Kim Wilde              | Cambodia                      |
| 22      | 29 mai       | Kim Wilde              | Cambodia                      |
| 23      | 5 juin       | Thierry Pastor         | Le Coup de folie              |
| 24      | 12 juin      | Thierry Pastor         | Le Coup de folie              |
| 25      | 19 juin      | Pop Concerto Orchestra | Eden Is a Magic World         |
| 26      | 26 juin      | Pop Concerto Orchestra | Eden Is a Magic World         |
| 27      | 3 juillet    | Pop Concerto Orchestra | Eden Is a Magic World         |
| 28      | 10 juillet   | Pop Concerto Orchestra | Eden Is a Magic World         |
| 29      | 17 juillet   | Pop Concerto Orchestra | Eden Is a Magic World         |
| 30      | 24 juillet   | Pop Concerto Orchestra | Eden Is a Magic World         |
| 31      | 31 juillet   | Pierre Bachelet        | Les Corons                    |
| 32      | 7 août       | Pierre Bachelet        | Les Corons                    |
| 33      | 14 août      | Imagination            | Music and Lights              |
| 34      | 21 août      | Imagination            | Music and Lights              |
| 35      | 28 août      | Imagination            | Music and Lights              |
| 36      | 4 septembre  | Imagination            | Music and Lights              |
| 37      | 11 septembre | Jean-Luc Lahaye        | Femme que j'aime              |
| 38      | 18 septembre | Jean-Luc Lahaye        | Femme que j'aime              |
| 39      | 25 septembre | Jean-Luc Lahaye        | Femme que j'aime              |
| 40      | 2 octobre    | Philippe Lavil         | Il tape sur des bambous       |
| 41      | 9 octobre    | Philippe Lavil         | Il tape sur des bambous       |
| 42      | 16 octobre   | Philippe Lavil         | Il tape sur des bambous       |
| 43      | 23 octobre   | FR David               | Words                         |
| 44      | 30 octobre   | FR David               | Words                         |
| 45      | 6 novembre   | FR David               | Words                         |
| 46      | 13 novembre  | FR David               | Words                         |
| 47      | 20 novembre  | FR David               | Words                         |
| 48      | 27 novembre  | FR David               | Words                         |
| 49      | 4 décembre   | FR David               | Words                         |
| 50      | 11 décembre  | Dorothée               | Hou ! La menteuse             |
| 51      | 18 décembre  | Dorothée               | Hou ! La menteuse             |
| 52      | 25 décembre  | Dorothée               | Hou ! La menteuse             |
| 53      | 31 décembre  | Dorothée               | Hou ! La menteuse             |